# 园户村镇
园户村镇，是中华人民共和国新疆维吾尔自治区昌吉回族自治州呼图壁县下辖的一个乡镇级行政单位。

## 行政区划
园户村镇下辖以下地区：
北园社区、上三工村、上二工村、和庄村、园户村、三工湖村、下三工村、大草滩村、马场湖村、广林村和十三户村。